# Deborah Odell
Deborah Odell, née à Saint-Jean, est une actrice canadienne de télévision et de cinéma.

## Filmographie
- 1997 : La guerre des fées (A Simple Wish) : Jeri
- 1997 : FX, effets spéciaux : Yvonne Cherico
- 1998 : B.R.A.T.S. of the Lost Nebula : Lavana
- 1998 : Marshall et Simon : Une nouvelle dimension (Eerie, Indiana: The Other Dimension)  : Mrs. Taylor
- 1998 : Mr. Music : Cathy the English Reporter
- 1999 : Mythic Warriors: Guardians of the Legend : Deianira
- 1999 : Chasseurs de frissons (The Time Shifters) : Jen
- 1999 : Nikita : Ellen
- 1999 : Total Recall 2070 : Bayliss
- 1999 : Au secours, papa divorce (Coming Unglued) : Female council member
- 1999 : Sauveteurs du monde (Rescue Heroes) : Ariel Flyer
- 1999 : Invasion planète Terre : Dr. Catharine Cox
- 2000 : Psi Factor, chroniques du paranormal : Serena Wilson
- 2000 : Cœurs rebelles (Higher Ground) : Hannah Barnes
- 2001 : Martin the Warrior: A Tale of Redwall : Pallum
- 2001 : Leap Years : Amanda Dooling
- 2001 : Protection de John Flynn : Laura
- 2001 : Sydney Fox, l'aventurière : Agent Kouri
- 2001 : Tout pour mon fils (Dangerous Child) : Marcia
- 2001 : Mutant X : Lisa Valentine
- 2002 : Aventure et Associés (Adventure Inc.) Mayor Teri Landau/Claire Morgan
- 2002 : You Stupid Man : Audrey
- 2002 : Ace Lightning : Sparks
- 2002 : Au rythme de l'amour (Fancy Dancing) : Charity
- 2002 : Just a Walk in the Park : Mrs. Preston
- 2002 : Tracker : Dr. Collen Hampton
- 2002 : Interstate 60: Episodes of the Road : Valerie McCabe
- 2002 : Deceived : Kara Walsh
- 2002 : Coupable par amour (Guilt by Association) : Helen
- 2002 : Doc : Valerie Thornton
- 2003 : Street Time (it) : Debbie Waxman
- 2003 : Jasper, Texas : Woman Reporter
- 2003 : An American in Canada : Misty Hayes
- 2003 : Rescue Heroes: The Movie : Ariel Flyer (voix)
- 2003 : Alien Tracker
- 2004 : Kevin Hill : Randi Rice
- 2004 : Un poids sur la conscience (While I Was Gone) : Sylvia Mayhew
- 2004 : Godsend, expérience interdite : Tanya
- 2004 : À la dérive (She's Too Young) : Ginnie Gensler
- 2004 : Starhunter (en) : Kate
- 2005 : Mayday (en) : Rachel Seymour
- 2005 : Missing : Disparus sans laisser de trace
- 2005 : Méthode Zoé (Wild Card) : Elyse
- 2005 : Queer as Folk : Claire Daniels
- 2005 : Tilt : Mindy
- 2006 : Pour le meilleur et pour le crime (Drive Time Murders) : Yvonne Rankin
- 2006 : Tentation troublante (Gospel of Deceit) : Lori Fusaro
- 2006 : Puppets Who Kill : Prof. Lucia DeLamamamour
- 2006 : At the Hotel : The Publisher
- 2006 : The Last Sect (La secte) : Anna
- 2007 : Dresden, enquêtes parallèles (The Dresden Files) : Whitney Timmons
- 2007 : L'Amie de mon mari (All the Good Ones Are Married) : Lauren
- 2007 : Your Beautiful Cul de Sac Home : Housecoat Lady
- 2007 : La possession de Paul Twist (Final Draft) : Sam
- 2007 : The Best Years : Professeur Elizabeth Grant
- 2007 : Dead Zone : Dr. Nina Jorgenson
- 2008 : Time Bomb : Jane
- 2008 : M.V.P. : Evelyn McBride
- 2008 : Left Coast : Betty
- 2009 : Les Cavaliers de l'Apocalypse (Horsemen) : Ms. Bradshaw
- 2010 : Nikita : Rosalee Zoman